# Bunsen-Roscoe-Gesetz
Das Bunsen-Roscoe-Gesetz ist die manchmal als Reziprozitätsgesetz bezeichnete Antiproportionalität zwischen Lichtintensität I und die Einwirkzeit t für einen gleichbleibenden photochemischen Effekt.
Es ist benannt nach den Chemikern Robert Wilhelm Bunsen und Henry Enfield Roscoe, die 1862 die Schwärzung photographischer Platten quantitativ untersuchten und anhand der Daten belegen konnten, dass für gleiche Schwärzungen eine konstante Belichtung I·t nötig ist. Qualitativ war der Zusammenhang allerdings schon aus der Zeit der Daguerreotypien bekannt, die selbst bei Sonnenschein minutenlang belichtet werden mussten.
Im Prinzip gilt das Gesetz auch für Schädigungen der menschlichen Haut.
Später wurden Abweichungen bei sehr langen und sehr kurzen Belichtungszeiten entdeckt, siehe Schwarzschild-Effekt bzw. Kurzzeiteffekt. Zum Beispiel gilt das Bunsen-Roscoe-Gesetz in biologischen Systemen nicht, weil dort Gegenregulationen stattfinden, die Effekte durch Bestrahlung mit geringer Dosisleistung vollständig kompensieren. Auch ist die Proportionalität bei vielen photochemischen Prozessen nicht erfüllt, da der photochemische Prozess in seinen ersten Stadien zum Teil anders verläuft. So gilt das Gesetz zum Beispiel bei photographischen Bromsilbergelatineschichten oder auch bei größeren Intensitätsschwankungen nicht.